# Beskid Śląski (Natura 2000)
Beskid Śląski  (kod PLH240005) – specjalny obszar ochrony siedlisk sieci Natura 2000, zlokalizowany na terenie województwa śląskiego.
Obszar obejmuje powierzchnię 26 405,25 ha
Teren składający się z trzech powiązanych ze sobą enklaw wyznaczony został w celu długotrwałego zabezpieczenia naturalnych siedlisk życia, populacji zagrożonych wymarciem gatunków roślin (tocja karpacka Tozzia carpathica, tojad morawski Aconitum firmum moravicum) oraz populacji zagrożonych wymarciem gatunków zwierząt (z wyłączeniem ptaków) takich jak: biegacz urozmaicony Carabus variolosus, brzanka Barbus meridionalis, głowacz białopłetwy Cottus gobio, kumak górski Bombina variegata, minóg strumieniowy Lampetra planeri, mopek Barbastella barbastellus, nocek Bechsteina Myotis bechsteinii, nocek duży Myotis myotis zimująca, nocek orzęsiony Myotis emarginatus, pachnica dębowa Osmoderma eremita (Osmoderma barnabita), podkowiec mały Rhinolophus hipposideros, ryś Lynx lynx, 
traszka grzebieniasta Triturus cristatus (Triturus cristatus cristatus), traszka karpacka Triturus montandoni, wilk Canis lupus, wydra Lutra lutra.

## Sidliska pod ochroną
- starorzecza i naturalne eutroficzne zbiorniki wodne ze zbiorowiskami z Nympheion, Potamion
- nizinne i podgórskie rzeki ze zbiorowiskami włosieniczników (Ranunculion fluitantis)
- zmiennowilgotne łąki trzęślicowe (Molinion)
- ziołorośla górskie (Adenostylion alliariae) i ziołorośla nadrzeczne (Convolvuletalia sepium)
- niżowe i górskie świeże łąki użytkowane ekstensywnie (Arrhenatherion elatioris)
- grąd środkowoeuropejski i subkontynentalny (Galio-Carpinetum, Tilio-Carpinetum)
- łęgi wierzbowe, topolowe, olszowe i jesionowe (Salicetum albo-fragilis, Populetum albae,Alnenion glutinoso-incanae) i olsy źródliskowe
- łęgowe lasy dębowo-wiązowo-jesionowe (Ficario-Ulmetum)